# 基艾亚圣德肋撒堂
基艾亚圣德肋撒堂（Santa Teresa a Chiaia）是一座巴洛克建筑，位于意大利那不勒斯的基艾亚区，靠近海滩。

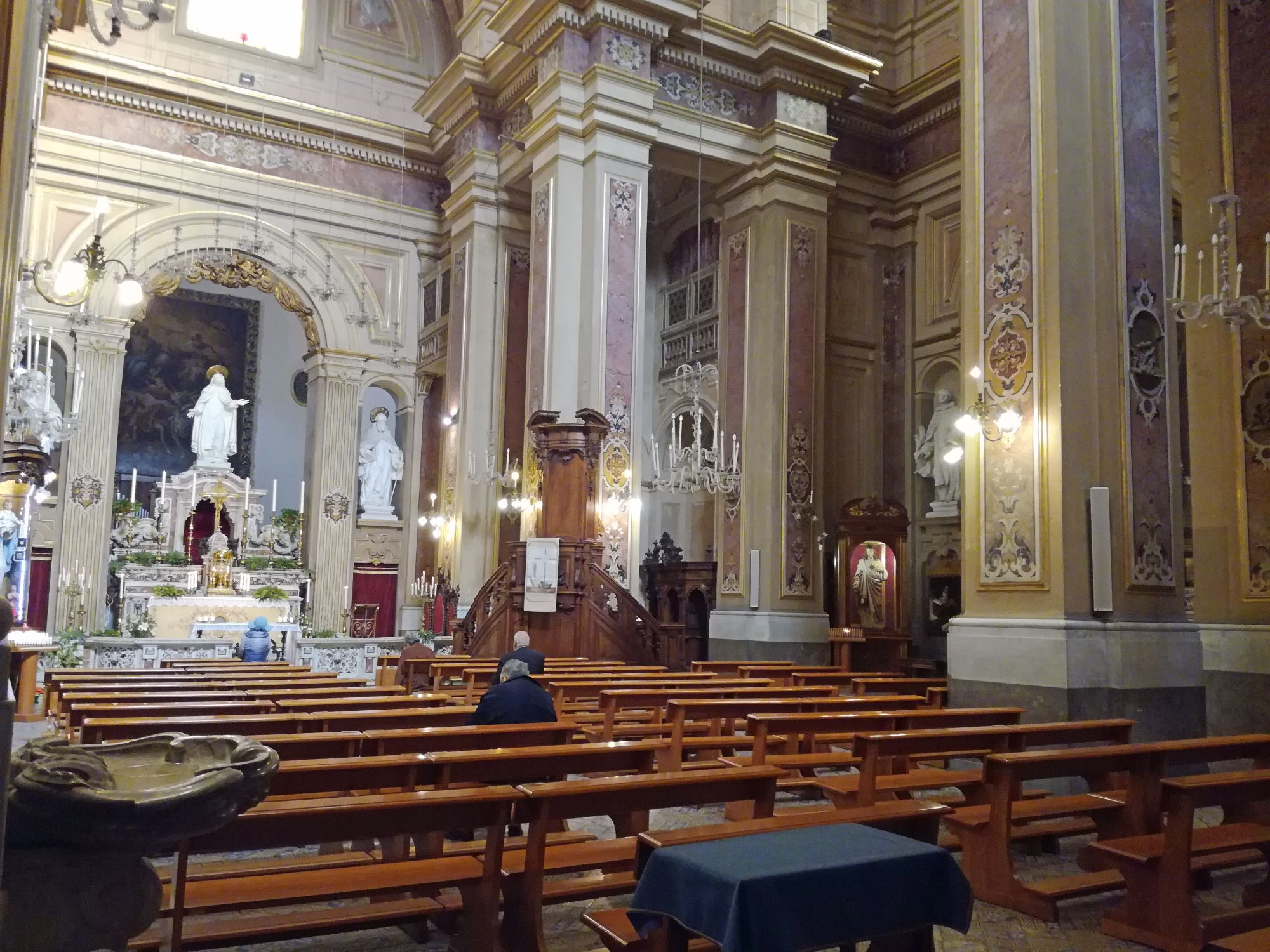
立面

该堂始建于1620年，完成于1650-1662年。1688年毁于地震，需要重建。立面装饰丰富。内部是希腊十字平面，正祭台有 Fanzago 的圣德肋撒像。 

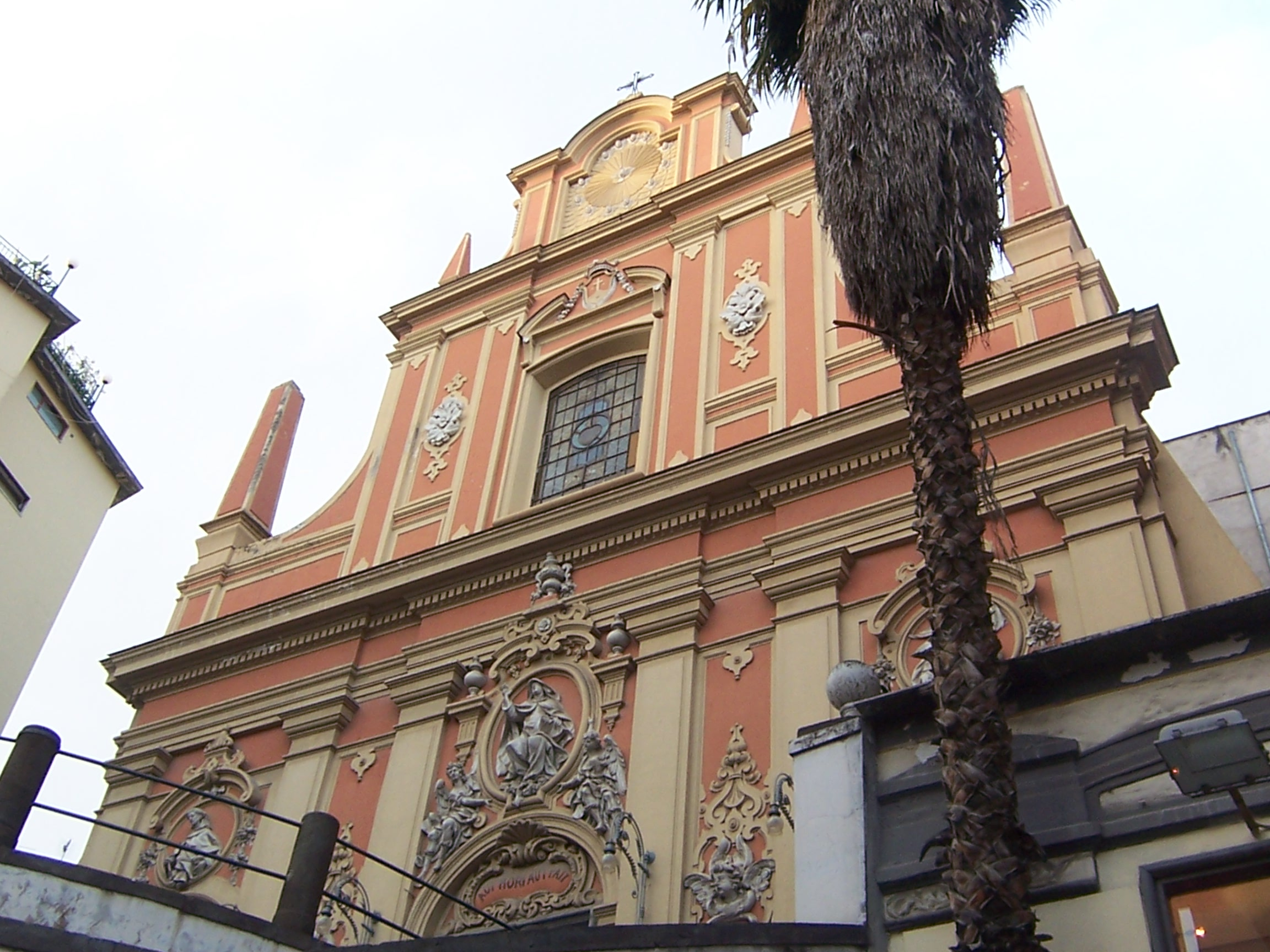

40°50′13″N 14°14′09″E / 40.836950°N 14.235785°E